# 劉貳龍
劉貳龍（英語：Lau Yi Lung，1996年—），香港攝影記者，前學民思潮發言人。 

## 生平
劉貳龍在中學時期參與中文辯論隊，並接觸了一些有關社會運動的資料，開始了解民主抗爭活動。2013年5月偶然在網路看到學民思潮招募會員，遂以義工身份加入學民思潮，主力負責對外發言和文書工作，並於2014年成為發言人，期間經歷了反國教活動和雨傘革命，並曾接受香港電台《千禧年代》訪問，解釋學生積極參與佔領運動和罷課的原因和談及對通識教育的看法。2015年1月5日，劉貳龍宣佈辭去發言人一職，希望能騰出更多的個人時間及空間。劉僅歷任1年8個月，成為當時學民任期最短的發言人，直到2016年該紀錄才被僅擔任發言人不足1年的黃子悦打破。 
2016年，黃之鋒、周庭、林朗彥、黃莉莉等前學民思潮成員成立香港眾志，但劉貳龍因為學業理由而未有加入會
。2017年黃之鋒於入獄前表示由於人手不足，希望劉能回到香港眾志幫忙，而劉亦答應其請求，協助處理眾志的活動策劃及補選工作。 
2019年反送中運動期間，劉貳龍曾擔任網路媒體《報導者》的特約攝影記者，並於香港中文大學衝突和香港理工大學衝突等抗爭現場拍攝和報道。